# Moniek Nijhuis
Moniek Nijhuis (ur. 20 marca 1988) – holenderska pływaczka, mistrzyni Europy (basen 25 m).
Specjalizuje się w pływaniu stylem klasycznym. Na mistrzostwach Europy na krótkim basenie w Stambule w 2009 roku zdobyła złoty medal na dystansie 50 m żabką w czasie 29,68 s. Rok później, w Eindhoven, zwyciężyła na 100 m stylem klasycznym. W latach 2004–2015 podczas mistrzostw Starego Kontynentu na krótkim basenie zdobyła sześć złotych medali w sztafecie 4 × 50 m stylem zmiennym.
Uczestniczka igrzysk olimpijskich w Londynie (2012) na 100 m żabką (20. miejsce) i w sztafecie 4 × 100 m stylem zmiennym (6. miejsce).